# Kellee Bradley
Kellee Bradley (Pensacola, ...) è una musicista e attrice statunitense.
Nata a Pensacola, Florida, essendo suo padre un militare della marina americana, viaggia molto da bambina, vivendo in Oregon, in Giappone, a San Diego, a Brooklyn e infine a Seattle.
A New York scopre il suo amore per la musica, studiando chitarra. A Junction City (Oregon), studia canto corale, segue lezioni di pianoforte e di musica per teatro. A quindici anni scrive la sua prima canzone per gli Easter Seals Telethon, intitolata ”Caring for Tomorrow”, e viene invitata a cantarla a Los Angeles durante il National Telethon.
Si laurea in Oregon e va a studiare a Los Angeles recitazione, ma vira definitivamente verso il mondo della musica una volta trasferitasi a Seattle.
Qui si sposa e ha due figli. Sua madre muore di cancro. Inizia a scrivere il suo primo album, The Season, edito nel 1999.
Seguono I Talk To The Stars, nel 2002, e Waiting nel 2005.

## Riconoscimenti
- 2002 Washington Emerging Artist Award, sponsored by Redhook, NARAS and Made in Washington Stores
- 2002 JPFolks Songwriting Finalist
- 2002 USA Songwriting Contest Finalist
- 2002 – 2005 ASCAP Award
- 2004 JPFolks Songwriting Nomination
- 2004 2nd Place – Maryhill Winery Songfest
- 2004 Acoustic Live Finalist

## Filmografia
- Fortress of Amerikkka, 1989
- Un medico tra gli orsi
  - episodio 1.7, 1990
  - episodio 3.4, 1991
- Fuga da Seattle, 2002
- Frayed, 2007